# Angelo Dall'Oca Bianca

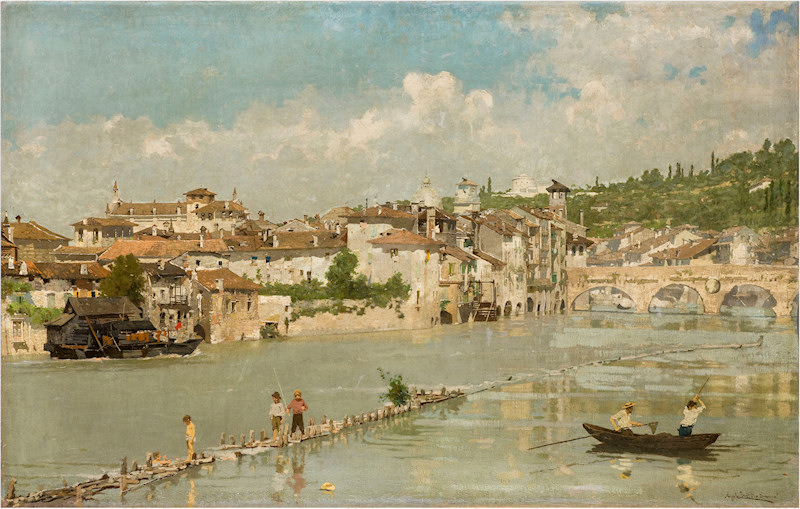
Pescatori di sabbia o Verona, 1884 ca. (Fondazione Cariplo)

Angelo Dall'Oca Bianca e Berto Barbarani a Garda (anni '20).

Angelo Dall'Oca Bianca (Verona, 31 marzo 1858 – Verona, 18 maggio 1942) è stato un pittore italiano.

## Biografia
Nato a Verona in vicolo Cavalletto, dalla casalinga Beatrice Resi e Giuseppe dall'Oca, verniciatore di carrozze e appassionato di pittura originario di Zevio, a causa delle modeste condizioni economiche della famiglia dovute ad una attività di Osteria avviata dal padre andata in fallimento e del difficile carattere si trova a trascurare gli studi vivendo per le strade di Verona; a seguito della morte del padre, inizia a lavorare come manovale per garantire sostentamento alla famiglia.
Incoraggiato dallo scultore concittadino Ugo Zannoni, che si interessa al ritratto Mio padre, dal 1873 al 1876 frequenta l'l'Accademia Cignaroli di Verona con Fausto Zonaro, Romeo Cristani, Vincenzo de Stefani e Alessandro Milesi, allievi dei corsi di disegno e pittura di Napoleone Nani in un ambiente ancora legato ai soggetti tradizionali della ritrattistica e del Vedutismo veneti.
Nel 1876 ottiene i primi apprezzamenti dalla critica per Le due orfane, esposto alla Mostra di Verona.
Di seguito, si trasferisce a Venezia dove frequenta corsi liberi di nudo all'Accademia di Belle Arti e lo studio del verista Giacomo Favretto, dal quale apprende anche l'utilizzo della fotografia come elemento preparatorio del dipinto e aggiunge il suffisso Bianca al proprio cognome.
Nel 1877 partecipa ufficialmente per la prima volta all'Esposizione dell'Accademia di Brera con il dipinto Carezze e ammonizioni 
e ancora consecutivamente dal 1879 al 1882 (anno della tremenda piena dell'Adige che cambierà il panorama della città); nel 1881 con Coti e Boni, Sotto zero, Lattivendolo e Lavatoio, tre dei quali vengono acquistati da importanti collezionisti e nel 1882  espone Fuoco al camino, Verso sera, Primavera, Fra il sì e il no e Dopo Messa.
Nel 1884 partecipa all'Esposizione Generale di Torino con Nebbia sull’orizzonte, Serenità, Le ultime cartucce, Verso sera, Dopo messa, Ora pro ea, Pescatori di sabbia, Viatico, Bacio al volo e Colto in flagrante, che viene acquistato dalla Galleria d'arte moderna di Roma.
A partire dal 1885 entra in contatto con i fratelli Vittore e Alberto Grubicy, noti mercanti internazionali d'arte con base a Milano, decisivi nell'incentivare le vendite delle opere di Dall'Oca Bianca e accrescere la sua notorietà; proprio la presenza nella città lombarda agevola la sua conoscenza con Giovanni Segantini, Emilio Longoni e altri noti esponenti della corrente divisionista.
Nel 1886 viene insignito del Premio Principe Umberto per il dipinto Ave Maria gratia piena, acquistato dal Museo di Brera.
L'anno successivo partecipa alla prima Biennale di Venezia con Prima luce.
Per completare la sua formazione pittorica e consolidare i positivi riscontri ottenuti dalla critica, decide di trasferirsi a Roma dove conosce personaggi di rilievo culturale come Giosuè Carducci, Gabriele D'Annunzio e Francesco Paolo Michetti,  con il quale si avvicina al mezzo fotografico che utilizza come bozzetto per i soggetti da trasporre sulla tela; nella capitale viene introdotto alla regina Margherita di Savoia, che gli commissiona vari dipinti, fra i quali Vendemmia e Ritorno dai campi.
In questo periodo partecipa alle esposizioni Biennali di Venezia, dove viene a contatto con le correnti divisioniste.
Nel 1891 è all'Esposizione di Brera con Una quadriglia e all'Esposizione Nazionale di Belle Arti di Palermo, l'anno successivo è presente all'Esposizione Nazionale Italo-americana di Genova e ancora a Palermo.
Nel 1893 è presente all'Esposizione internazionale di Chicago, poi per due anni di seguito è all'Esposizione internazionale di Berlino.
Nel 1899 partecipa per la prima volta alla III Biennale di Venezia con Ritratto e Primavera.
Nel 1900 è premiato all'Esposizione Universale di Parigi per Gli amori delle anime.
Nel 1901 presenta più di 50 opere alla mostra di Budapest, nel 1903 e nel 1905 è ancora alla Biennale di Venezia, dove riscuote pochi consensi.
Nel 1906 partecipa all'Esposizione Internazionale del Sempione con Il figlio mutilato e La politica,
nel 1908 è all'Esposizione di Belle Arti di Milano con Ave Maria gratia plena e a Verona con Gli Amori delle anime e Testa di donna.
Nel 1911 partecipa alla IX Biennale di Venezia con Intermezzo.
L'anno successivo, in occasione della X Biennale di Venezia, gli viene riservata un'intera sala con oltre 80 opere e viene contestato da una parte della critica per le soluzioni stilistiche e definito come dispersivo e insipido.
Da questo momento Dall'Oca si apparta, rifiutandosi di partecipare alle mostre,  ma non fa mancare il proprio contributo allo sviluppo della cultura nella sua città, battendosi per la preservazione del suo patrimonio storico in sodalizio con gli altri intellettuali scaligeri Renato Simoni e Berto Barbarani, definiti dalla stampa locale la triade della cultura veronese
.
Nel 1937 il Comune di Verona gli dedica un'intera sezione della nuova Galleria d'Arte Moderna.
Nel 1939 viene inaugurato il Villaggio Dall'Oca, costruito a beneficio dei meno abbienti della città grazie ad una donazione del pittore tramite il ricavato della vendita del dipinto Ave Maria e in seguito ampliato con il suo lascito testamentario.
Nel 1941 realizza il suo testamento dove indica il lascito di denaro, circa 200 dipinti e 290 fotografie alla città di Verona e ai suoi cittadini meno abbienti che vanno ad arricchire la collezione della Galleria d'Arte Moderna di Verona, oltre a quasi 600 lastre fotografiche conservate presso il Museo di Castelvecchio.
(Testamento di Angelo Dall'Oca Bianca)
Muore a Verona nella casa di Santa Maria Rocca Maggiore il 18 maggio 1942; viene inizialmente sepolto nel Cimitero Monumentale di Verona, dove si trova la lapide della madre Beatrice scolpita da Tullio Montini su disegno dello stesso Angelo, 
ma nel 1960 le sue spoglie vengono traslate nel Villaggio Dall'Oca.

Angelo Dall'Oca Bianca mentre dipinge in piazza delle Erbe

(Angelo dall'Oca Bianca)
(Renato Simoni)

## Stile
Talento naturale sin dalla tenera età, nella sua prima fase pittorica Dall'Oca Bianca predilige una pittura rappresentativa del vero, influenzata dal maestro Napoleone Nani, traendo spunto da scene di vita quotidiana tratte dalle vie della sua Verona e dai paesaggi delineati dall'Adige e dal Lago di Garda, evidenti anche nell'ampio corredo di lastre e fotografie oggi conservate presso il Museo di Castelvecchio che fungono da appunti per la stesura dei dipinti.
A partire dal 1876, gli stretti contatti con il noto esponente verista Giacomo Favretto, artista al culmine della carriera, gli consente di arricchire la sua tecnica pittorica con colori brillanti e uno stile ampio e vaporoso.
Fino agli inizi del Novecento Dall'Oca Bianca è idolatrato nella sua città e apprezzato da pubblico e critica, notorietà che culmina nel 1886 con il conferimento del Premio Principe Umberto, nel 1901 con la personale di Budapest) e con il pluripremiato Gli amori delle anime che rappresenta un avvicinamento di Dall'Oca Bianca ai temi divisionisti e simbolisti,
evidenti anche in opere come L'educazione politica e Medusa.
Risultano prevalenti, tra gli altri, i temi inerenti alla passione e la bellezza del mondo femminile.
A partire dai primi anni del XX secolo è oggetto di continui attacchi da parte della critica specializzata e dagli artisti contemporanei (come Umberto Boccioni) con riferimento alle sue partecipazioni alle Biennali di Venezia e alla sua pittura rimasta legata
al soggetto verista, considerato non più attuale e ripetitivo, per il cromatismo molto accentuato e pesante e per la presunta eccessiva dipendenza dalla fotografia.
Da questo momento si rifugia nella sua città, dedicandosi alla conservazione del patrimonio artistico e paesaggistico locale e alla progettazione del Villaggio Dall'Oca, destinato a beneficio dei concittadini meno abbienti.

## Curiosità
- È riconosciuto come l'ideatore della forma attuale del pandoro, depositata nel 1884 da Melegatti[21].

Nel romanzo del 1947 "Il regalo del mandrogno" di Pierluigi e Ettore Erizzo, viene citato il pittore Angelo Dall'Oca Bianca in quanto autore del ritratto del Canonico Montecucco, uno dei protagonisti della storia.

## Opere principali
- Ritratto di giovane donna (1875), olio su tela, Palazzo Treves Pellegrini, Verona[22];
- Dolore (1876), olio su tela, Museo nazionale delle belle arti, Rio de Janeiro;
- Nudo d'accademia (1876), olio su tela, Galleria d'arte moderna Achille Forti, Verona;
- Fontana di giardino (non datata), olio su tela, Galleria d'arte moderna Achille Forti, Verona[23];
- Si o no (1880), olio su tela, Galleria d'arte moderna Achille Forti, Verona;
- Prime luci (1883), olio su tela, Galleria d'Arte Moderna, Milano[24];
- La nonna (Dopo la messa) (1883), olio su tela, Galleria d'arte moderna Achille Forti, Verona[25];
- Crudele (1883), olio su tela, Galleria d'arte moderna Achille Forti, Verona;
- La fioraia (1883), olio su tela, Galleria d'arte moderna Achille Forti, Verona;
- Pescatori di sabbia a Verona (1884), olio su tela, Musei Civici di Pavia[26];
- Colto in flagrante (1884), olio su tela, Galleria nazionale d'arte moderna di Roma[26];
- Ora pro ea (1884), olio su tela, Galleria d'Arte Moderna, Milano;
- Testa di giovane contadina (1885), olio su tela, Galleria d'Arte Moderna, Milano;
- Il Campanile (1886), olio su tela, collezione privata;
- Prima luce (1887), olio su tela, Museo Revoltella, Trieste[27];
- La rossa di Piazza delle Erbe, Verona (1890), olio su tela, collezione privata;
- Bacio al volo (1890), olio su tela, Galleria d'Arte Moderna, Milano;
- Ritratto di Ugo Zannoni (1890-1905), olio su tela, Galleria d'arte moderna Achille Forti, Verona[28];
- Madonna Verona (1892), olio su tela, Galleria d'arte moderna di Genova;
- Alla prima messa (1894), olio su tela, Musei statali di Berlino;
- Gli amori delle anime (1898), olio su tela, Galleria d'arte moderna Achille Forti, Verona[29];
- Foglie cadenti (1898), olio su tela, Galleria d'arte moderna Achille Forti, Verona[30];
- Donna che cuce (1898-1914), olio su tavola, Musei Civici di Pavia[31];
- Ave Maria (1889), olio su tela, Galleria d'arte moderna di Novara;
- Primavera in Piazza delle Erbe (1899), olio su tela, collezione privata;
- Danza campestre (1900), olio su tela, Galleria d'Arte Moderna, Milano;
- Fiori (1900), olio su tela, Galleria d'Arte Moderna, Milano;
- Uscita dalla chiesa (1900), olio su tela, Galleria d'Arte Moderna, Milano[32];
- Ritratto del poeta Gaetano Crespi (1901), carboncino su carta, Civiche raccolte d'arte di palazzo Marliani-Cicogna, Busto Arsizio[33];
- Piazza delle Erbe (1903), olio su tela, Galleria d'arte moderna Achille Forti, Verona[34];
- La politica (1905), carboncino su tela, Galleria d'arte moderna Achille Forti, Verona[35];
- Mia Madre (1905), olio su tela, Galleria d'Arte Moderna, Milano;
- Molini (1905), olio su tela, Galleria d'arte moderna Achille Forti, Verona;
- Teatro romano a Verona (1906), pastello su tela, Palazzo Treves Pellegrini, Verona[36];
- Giuseppe Mazzini (1910), olio su tela, Museo del Risorgimento e della Resistenza, Vicenza[37];
- Paesaggio Montano (1910-1915), olio su tela, Collezione privata;
- Arco rustico con vista di lago (1916), olio su tela, Galleria d'Arte Moderna, Milano;
- Piazza del campo di Siena (1919), olio su tela, Galleria d'arte moderna Achille Forti, Verona;
- Autoritratto (1920), olio su tela, Galleria d'Arte Moderna, Milano;
- Madonna Verona (1924), olio su tela, Galleria d'arte moderna Achille Forti, Verona;
- Stelle cadenti (1925-1940), pastello su tela, Galleria d'arte moderna Achille Forti, Verona[38];
- Amanti.Notturno (1925-1941), olio su tela, Galleria d'arte moderna Achille Forti, Verona[39];
- Testa femminile (1925-1941), pastello su tela, Galleria d'arte moderna Achille Forti, Verona[40];
- A Valle di Cadore (1925-1941), olio su cartone, Galleria d'arte moderna Achille Forti, Verona[41];
- Amor Materno (1934), tempera su tela, Galleria d'Arte Moderna, Milano;
- La Basilica d'oro in un giorno di festa (1935), olio su tela, Galleria d'arte moderna Achille Forti, Verona;
- L'annunciazione (1937), pastello su tela, Galleria d'arte moderna Achille Forti, Verona[30];
- Il povero viandante (1937), olio su tela, Galleria d'Arte Moderna, Milano;
- Il canto dell'Amore (1937), carboncino su tela, Galleria d'arte moderna Achille Forti, Verona[42];
- Bagnanti sulla spiaggia (non datato), mista su carta, collezione privata;
- La modella (non datato), olio su tela, Fondazione Biblioteca Morcelli - Pinacoteca Repossi, Chiari;
- Mulini sull'Adige (non datato), olio su tela, Galleria d'arte moderna Achille Forti, Verona[43].